# Обстерно
Обсте́рно (бел. Абстэ́рна) — озеро в Миорском районе Витебской области, в бассейне реки Вята (приток Западной Двины). Самое большое из группы Обстерновских озёр, по которому они получили своё название.
Озеро считается эвтрофным, однако во второй половине XX века его гидрологический режим существенно улучшился после подъёма уровня воды, вызванного организацией плотины на реке Хоробровка (другое название верховий Вяты).

## География
Площадь поверхности озера составляет 9,89 км², длина — 5,5 км, наибольшая ширина — 2,6 км. Наибольшая глубина достигает 12 м, средняя — 5,1 м. Длина береговой линии — 18,75 км. Площадь водосбора — 114 км², объём воды — 50 млн м³.
Озеро Обстерно расположено в 14 км к западу от города Миоры близ границы с Браславским районом. Юго-восточный залив озера на картах и у местных жителей называется озеро Луша, но в справочниках его площадь включена в площадь Обстерно.
Озеро Обстерно соединяется с соседними озёрами Укля и Важа короткими протоками. Система из трёх озёр располагается на высоте 139,7 м над уровнем моря. В Обстерно впадает несколько ручьёв, в том числе из озера Горушка. Вытекает короткая протока длиной несколько сот метров, соединяющаяся с озером Нобисто.
На перешейке между озёрами Обстерно и Нобисто расположена большая деревня Перебродье, центр сельсовета. Через протоку переброшен мост проходящего через Перебродье шоссе Р14 Полоцк — Браслав на участке Миоры — Иказнь. Восточнее Обстерно лежат обширные заболоченные участки, известные как «болото Мох», на территории которых образован гидрологический заказник Болото Мох.

## Морфология
Озеро имеет слегка вытянутую с севера на юг форму, в южной части немного сужается. В юго-восточной части присутствует крупный залив (иногда именуемый озером Луша), отделённый от основной части озера двумя небольшими мысами. На полуострове, образованном озёрами Обстерно, Луша и Важа, располагается детский санаторий.
Котловина озера подпрудного типа, лопастной формы. Склоны котловины высотой в основном до 10—15 м, сложенные моренными суглинками и супесями, заросшие лесом. На востоке склоны распаханы, а их высота снижается до 5—7 м. Береговая линия слабоизвилистая. Берега песчаные, поросшие травой.
Дно сложного строения. Вдоль продольной оси расположено несколько вытянутых и округлых впадин с глубинами 8—12 м. Также присутствуют четыре мели, где глубина уменьшается до 4—5 м. Наибольшая глубина обнаружена в центральной части водоёма, ближе к северному берегу.
Мелководные участки глубиной до 2 м занимают 18 % площади озера. Их ширина составляет 50—100 м вдоль северного и западного берегов, разрастаясь до 400 м вдоль восточного. До глубины 5—6 м дно песчаное, вдоль северного и восточного берегов местами покрытое галькой и валунами. Глубже дно покрыто слоем высокозольного кремнезёмистого сапропеля, мощность которого не превышает 0,5 м. Между слоем сапропеля и подстилкой из опесчаненной глины располагается толща карбонатных отложений. Общая толщина донных отложений достигает 3,5 м.

## Гидрология
В безлёдный период водная толща интенсивно перемешивается ветром и хорошо насыщается кислородом. Температурная стратификация в летнее время наблюдается только на максимальных глубинах. Зимой дефицит кислорода отмечается с глубины 10 м. Активная реакция воды летом щелочная (водородный показатель 8,03—8,4), зимой слабощелочная (7,47—7,77). Окисляемость воды летом может достигать 13 мг/л.
Минерализация воды достигает 220 мг/л, прозрачность — 2,5 м. Озеро эвтрофное с признаками мезотрофности, слабопроточное. Через озеро Нобисто происходит сообщение с вытекающей из него рекой Вята (в верховьях носящей название Хоробровка), притоком Западной Двины.

## Флора и фауна
Надводная растительность образует достаточно широкую (100—150 м), но разреженную полосу. Среди прибрежных макрофитов преобладают камыш и тростник. На глубине 1,5—3 м распространены рдесты с вкрапленями роголистника и харовых водорослей.
Фитопланктон насчитывает 60 видов. Среди них преобладают зелёные водоросли, затем сине-зелёные и диатомовые. Биомасса фитопланктона достигает 30,6 г/м³. Зоопланктон представлен в основном ветвистоусыми рачками, а его биомасса составляет 2,1 г/м³. Зообентос составляют преимущественно моллюски, личинки комаров-звонцов и ручейники; общая его биомасса — 2,7 г/м².
Озеро отличается среднекормностью и высокой рыбной продуктивностью. В воде обитают сиг, снеток, язь, линь, лещ, карась, налим, судак, щиповка, щука, плотва. Проводились попытки искусственного зарыбления сазаном и угрём.

## Экологическая обстановка
В 1967 году уровень озера был искусственно поднят на 1 м, что привело к расширению проток в озёра Важа и Укля и увеличению водообмена с этими озёрами. Одновременно интенсифицировался процесс абразии берегов, что привело к сокращению полосы прибрежной растительности. В результате водоём стал проявлять некоторые признаки мезотрофности. Вода после повышения уровня стала более чистой и прозрачной. Содержание кислорода и общая минерализация увеличились, а содержание углекислоты и органического вещества — уменьшилось.
В настоящий момент на озере производится промысловый лов рыбы и организовано платное любительское рыболовство.